# فيرفيلد (فيرمونت)
فيرفيلد (بالإنجليزية: Fairfield, Vermont)‏ هي بلدة تقع بولاية فيرمونت في الولايات المتحدة. تبلغ مساحتها 177.5 (كم²)، وترتفع عن سطح البحر 148 م، بلغ عدد سكانها 1800 نسمة في عام 2000 حسب إحصاء مكتب تعداد الولايات المتحدة وتصل الكثافة السكانية فيها 10.3 نسمة/كم2.

## أعلام
- تشستر آرثر

## وصلات خارجية
- The US50 - Cities and Towns in Vermont State
- Vermont Cities and Towns, Facts, Map, Flag, Colleges, Government, and More